# Jean-Patrick
Pour les articles homonymes, voir Jean et Patrick.
Jean-Patrick est un prénom composé masculin.
- Jean-Patrick Balleux (né en 1974) est un journaliste québécois.
- Jean-Patrick Benes est un scénariste français.
- Jean-Patrick Capdevielle (né en 1945) est un chanteur français.
- Jean-Patrick Nazon (né en 1977) est un coureur cycliste français.